# Denzel (automobile)
La Denzel è una casa automobilistica austriaca, fondata nel 1949 a Vienna da Wolfgang Denzel e attiva fino al 1959.

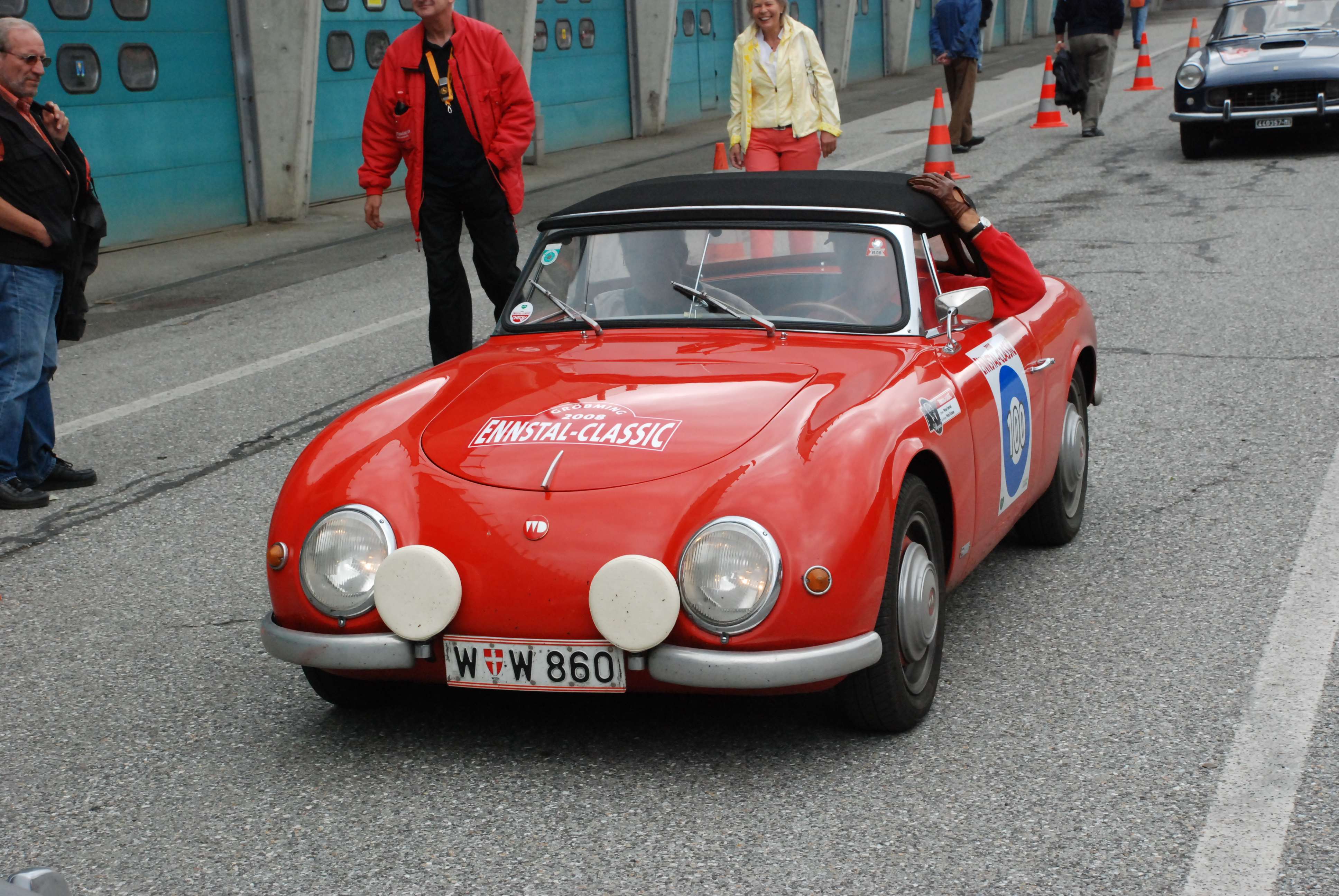
Una Denzel 1300 Super del 1956 in versione roadster

La storia costruttiva della Denzel ebbe inizio quando Wolfgang Denzel decise di preparare una propria vettura su base Volkswagen, denominata VW-WD 1100 (acronimo di "Volkswagen-Wolfgang Denzel"), con la quale si mise in luce conquistando un onorevole 2º posto di categoria (4º assoluto) nella Österreichische Alpenfahrt, alle spalle della Simca 8 Sport. La manifestazione non era tra le più importanti, ma il risultato fu sufficiente per attirare l'attenzione degli appassionati austriaci e per spingere Denzel alla costruzione di una vettura sportiva.
Nel 1951 la Denzel Sport 1100 venne ultimata e si dimostrò subito competitiva cogliendo un 2º posto assoluto, alle spalle della Renault 4CV ufficiale e ripetendosi l'anno seguente, alle spalle di una Lancia Aprilia, sempre nel rally austriaco.
I buoni risultati sportivi fecero giungere all'officina numerose ordinazioni. Il 1954 fu l'anno di maggiore successo della Denzel che presentò il nuovo modello "1300" con carrozzeria in alluminio, aggiudicandosi la vittoria nello Österreichische Alpenfahrt, nel Rally di Jugoslavia, oltre al prestigioso 1º posto di categoria (6º assoluto) al rally internazionale "Stella Alpina", dove si lasciò alle spalle le agguerrite squadre ufficiali Renault, Peugeot e Porsche. Un altro piazzamento prestigioso giunse nella stessa manifestazione del 1956, dove si classificò al 2º posto di categoria (4º assoluto), dimostrandosi però molto inferiore alla concorrente Alfa Romeo Giulietta 1300 Sprint Veloce che stravinse la gara.
Lo sviluppo della Denzel 1300 Super continuò fino al 1958, anno in cui l'azienda preferì limitarsi alla fornitura dei kit di trasformazione, per definitivamente chiudere i battenti nel 1959, mantenendo la sola attività di concessionaria, dopo aver costruito circa 300 esemplari tra versioni roadster, barchetta e coupé. Le ordinazioni della vettura non erano diminuite, ma Wolfgang Denzel preferì seguire un progetto di maggior spessore tecnico e produttivo. Già nel 1957, infatti, era stato contattato dalla BMW, insieme al designer Giovanni Michelotti, per realizzare il modello "700", destinato ad essere un grande successo per la marca bavarese.
L'eredità tecnica della Denzel, fatta di piccole produzione su base VW destinate alla clientela sportiva, venne idealmente raccolta dalla svizzera Enzmann.